# 泽口街道
泽口街道是中华人民共和国湖北省潜江市下辖的一个街道办事处。

## 行政区划
泽口街道下辖以下村级行政区划单位：
汉南社区、襄南社区、泽口社区、周潭村、信心村、曹滩村、彭鲁村、沙岭村、谢湾村和孙拐村。